# 天蓝沙参
天蓝沙参（学名：Adenophora coelestis）是桔梗科沙参属的植物，为中国的特有植物。分布于中国大陆的云南、四川等地，生长于海拔1,200米至4,000米的地区，多生在林缘、林下、林间空地及草地中，目前尚未由人工引种栽培。

## 别名
滇川沙参、富民沙参、两型沙参、萝卜根沙参